# جو بيرغر (لاعب كرة قاعدة)
جو بيرغر (بالإنجليزية: Joe Berger)‏ هو لاعب كرة قاعدة أمريكي، ولد في 20 ديسمبر 1886 في سانت لويس في الولايات المتحدة، وتوفي في 6 مارس 1956 في روك أيلاند في الولايات المتحدة.

## وصلات خارجية
- جو بيرغر على موقعبيزبول رفرنس.كوم (الدوري الرئيسي) (الإنجليزية)
- جو بيرغر على موقعبيزبول رفرنس.كوم (الدوري الثانوي) (الإنجليزية)